# ダライ・ラマ11世
ダライ・ラマ11世ケードゥプ・ギャツォ（チベット文字：ལཚུལ་ཁྲིམས་རྒྱ་མཚོ་、1838年11月1日 - 1856年1月31日）は、チベット仏教ゲルク派の有力な転生系譜で観音菩薩の化身とされる勝者王（ダライ・ラマ）の11代目。ケードゥプ・ギャムツォ、ケードゥブ・ギャムツォ、ケードゥプ・ギャンツォとも表記される。東部チベットのガルタル（ガサール、現在は中華人民共和国四川省カンゼ・チベット族自治州道孚県）の生まれ。父はツェタン・ドンドゥップ、母はユンドゥン・ブーティ。1842年から死去する1856年までのあいだ、ガンデンポタンを行政府とするダライ・ラマ政権の首長の座にあった。22歳に達する前に亡くなった4人のダライ・ラマ（9世〜12世）のうちの1人である。

## 出生と即位
1837年、政務を拒否していたダライ・ラマ10世ツルティム・ギャツォが満21歳の若さで遷化した。公式には体調すぐれず病死したとされる。しかし、かれは必ずしも摂政ツェモンリン・ンガワン・ジャンベル・ツルティムの内政に同意をあたえてはいなかったため、内々には摂政によって暗殺されたのではないかとささやかれた。
のちにダライ・ラマ11世となる子が生まれたのは1838年11月、チベット東部カム地方の北ガルタルにおいてであった。父はツェタン・ドンドゥップ、母はユンドゥン・ブーティである。
10世ツルティム死去後、転生者の捜索がおこなわれ、1841年、まだ2歳であったこの子が認定された。ときのパンチェン・ラマであったテンパイ・ニーパ（テンペー・ニマ、ロサンテンペーニーパ、パンチェン・ラマ7世）はこの子に対し剃髪の儀を執り行い、「ケードゥプ・ギャツォ」の僧名を授けた。
11世の生まれたカム地方のガルタルは、かつてダライ・ラマ7世（ケルサン・ギャツォ）が流亡生活を送った地であり、ラサをはじめとする中央チベットと東部辺境地域とのつながりはいっそう深められたこととなる。
ダライ・ラマ11世ケードゥプ・ギャツォは1842年5月25日、3歳でラサのポタラ宮「黄金の座」に推戴されて戴冠した。

## 短い治世
ダライ・ラマ11世の在位期間は約14年間であったが、そのあいだチベットはシク王国に臣従する南西のカシミール地方のドーグラー勢力とのあいだにドーグラー戦争、南に隣接するネパール王国のゴルカ朝とのあいだで発生したネパール・チベット戦争（第二次グルカ戦争とも）を戦い、清朝もまたアヘン戦争の敗北とその後の太平天国の乱の混乱により、いずれの戦争でもチベットに援軍を差し向ける余裕がなかったため、東アジアに対して従来行使しててきた影響力を弱めた。一方、内政にあっても11世即位時の摂政ツェモンリンに対する広汎な排斥運動がおこるなど、チベットは内憂外患の状態にあった。

### ドーグラー戦争
夭逝したダライ・ラマ10世の治世晩年、シク王国のドーグラー勢力とのあいだで抗争がおこっている。1834年、ドーグラー王のグラーブ・シングがラダックに侵入してこれを併合、ラダック住民の多くがチベットに亡命した。ダライ・ラマ空位期の1841年にはゾーラーワル・シング将軍に指揮されたシク軍（ドーグラー軍）・ラダック軍がチベット西部のガリ地区に侵入して、ドーグラー戦争が勃発した。ガルとルトクの市街は占領され、チベット軍は反撃したがラダックで敗れた。清はアヘン戦争のため援軍を派遣することができなかった。たび重なるドーグラーの侵入に対し、チベット政府は大臣スルカン・ツェテン・ドルジェ（スルカンパ・ツェテン・ドルジェ）を将軍に選んで応戦し、ゾーラーワル・シングを戦死させて優勢に立ったが、イギリス人との接触で近代化されたシン王軍の強力な兵器に歯が立たず再び敗北した。一進一退のなか、チベット政府は将軍シャタ・ワンチュク・ギェルポ（シェーダ・ワンチュクゲルポ）とウー・ツァン地方の兵を後詰めとして派遣して反撃を強めた。11世ケードゥプ・ギャツォが即位した1842年、ガリをようやく奪還、同年9月にはラダックの中心都市レーにおいて調停がなされた。

### チベット政府の危機
ダライ・ラマ10世が幼少だった1819年に摂政となって権力をにぎったツェモンリン・ンガワン・ジャンベル・ツルティムに対し、ラサの住民は大きな不満をいだいていた。ダライ・ラマやパンチェン・ラマのみに許された豪華・荘厳な身なりを誇示し、カシャ（内閣）を無力化して、ラサ三大寺のデプン寺とガンデン寺を粗略に扱ってみずからの出身寺院であるセラ寺を優遇したからである。10世死去に際しても摂政による暗殺がささやかれた。
11世が即位して3年目の1844年、ついに摂政ツェモンリンの排斥運動が反乱と化し、チベットは危機的状況に陥った。チベット政府とチベット国内の大寺院がこの状況を清朝第8代の道光帝に訴えるや、道光帝はアンバン（駐蔵大臣）として綺善を派遣した。チベットに赴いた綺善は調査の結果、摂政と大寺院との関係が不和であることなどをつかみ、摂政ツェモンリンの廃位と流刑、また、カシャの権力の復活を決めた。セラ寺の一学堂の僧侶たちだけはこの決定を不服として反乱を起こしたが、すぐに鎮圧された。いまだ幼少の11世を補佐するため、綺善はパンチェン・ラマ7世テンパイ・ニーパに摂政職就任を依頼した。こうして、1844年9月からの約8か月、チベットはパンチェン・ラマによって統治されることとなった。ただし、この混乱のあいだ実権をにぎったのはドーグラー人との戦争で半ば勝利を収めた功績者シャタ・ワンチュク・ギェルポであった。

### ダライ・ラマ11世の最期

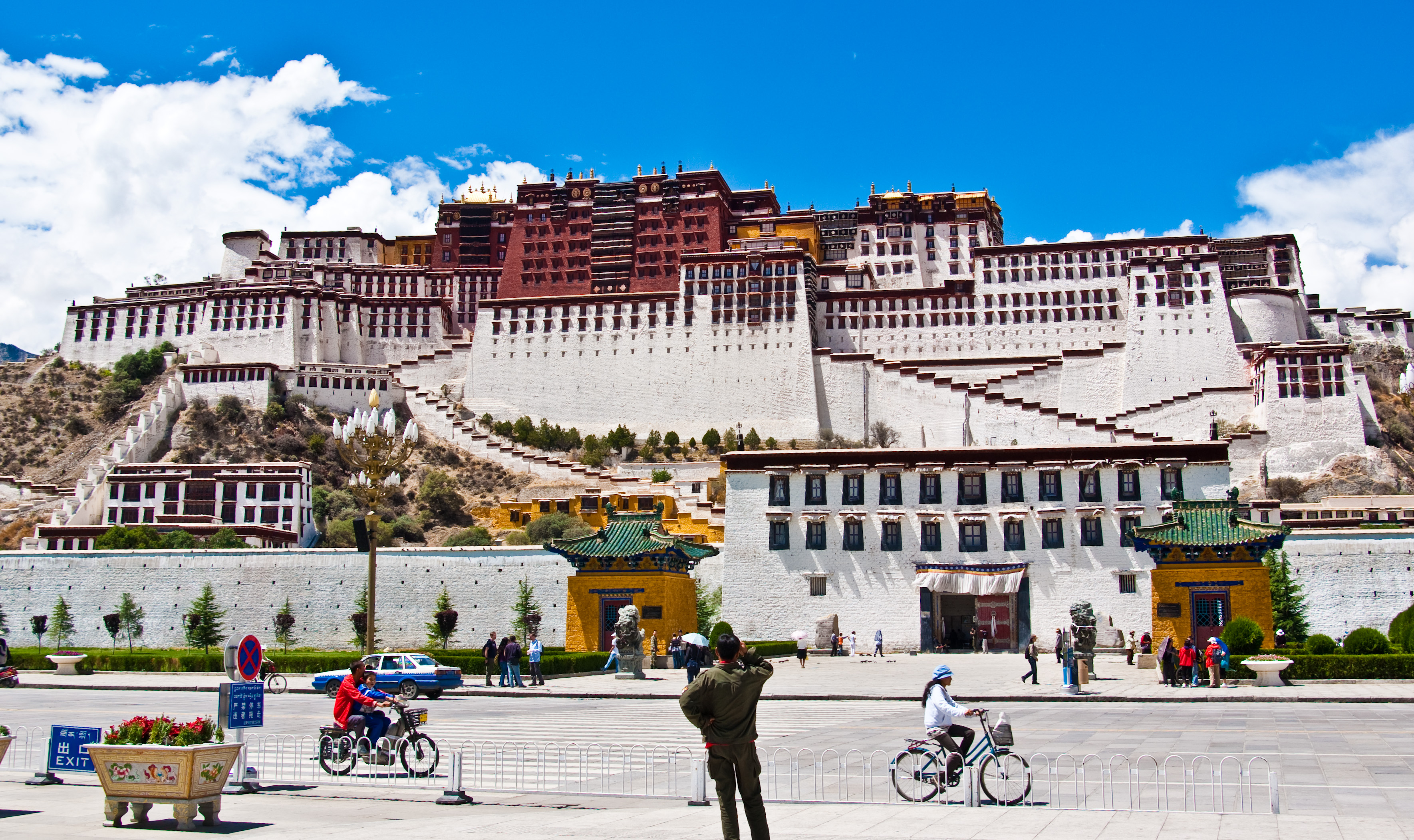
現在のポタラ宮

1845年5月、摂政職はラデン・トゥルク（ンガワン・エシェ・ツルティム・ギェルツェン）へとうつされた。
1849年、11歳となったダライ・ラマ11世はパンチェン・ラマ7世に僧門の誓いを立てた。なお、このあいだパリ外国宣教教会の宣教師が東チベットに到着している（1847年）。
1852年から1853年にかけて、チベットとネパールのあいだで国境紛争がおこっている。チベットの富を羨視したグルカ帝国は1855年、チベット政府に対し最後通告をつきつけ、これに対し、カシャ、摂政、アンバンが南部国境地帯に将校を派遣、勅命大臣のシャタ・ワンチュク・ギェルボもこれに合流した（ネパール・チベット戦争）。戦闘は敗戦つづきで、1856年1月以降、シャタ大臣が中心となってネパールとの交渉を進めたが、太平天国の内乱で混乱している清朝は講和会議には単なる立会人の立場でしか参加できなかった。新条約タパタリ条約によってチベットは領地こそ失わなかったものの、グルカ帝国の従属下に置かれ、ネパールに対し毎年1万ルピーの年貢を支払わなくてはならないこととなった。さらに、チベットはネパール人のチベット内での治外法権を約束させられた。
1855年、摂政ラデン・トゥルクはダライ・ラマ11世に権力を譲渡した。しかし、これもわずか11か月の間にすぎなかった。ダライ・ラマ11世は、若年にもかかわらず、チベット国民の支持もあって、短い治世のあいだチベットの祭政の長としての役割を果たしたといわれる。彼はまた、『猿と鳥の物語』なる著作をなしているが、これは18世紀におけるチベットとネパールのあいだの戦争（清・ネパール戦争、第1次グルカ戦争とも）を寓意していた。
1856年1月31日、かれはラサのポタラ宮において17歳の若さで急死した。その死は謎に包まれている。
11世の死により、ラデン摂政が2期目（1856年-1862年）を務めることとなり、さっそく12世探しが始まった。こののち、ラデン摂政とシャタ勅命大臣が権力をめぐって抗争し、チベットは再び政治危機をむかえることとなった。
なお、上述したように9世から12世までの4人のダライ・ラマはいずれも早世しており、木村肥佐生は、その著書『チベット潜行10年』（1958年版）の中で、成人前後に急逝した10世・11世・12世の3人は毒殺による死であると推定している。